# 科尔韦拉德夫雷
科尔韦拉德夫雷，是西班牙加泰罗尼亚塔拉戈纳省的一个市镇。总面积54平方公里，总人口1050人（2001年），人口密度19人/平方公里。